# Erik Høgh
 Ikke at forveksle med journalisten og politikeren Erik Høgh-Sørensen.
 Der er for få eller ingen kildehenvisninger i denne artikel, hvilket er et problem. Du kan hjælpe ved at angive troværdige kilder til de påstande, som fremføres i artiklen.

Erik Høgh (12. januar 1929 - februar 2004) var en dansk jurist, men arbejdede som sociolog og blev den første doktor i sociologi med titlen dr.scient.soc. Han var lektor ved Sociologisk Institut på Københavns Universitet og havde stor betydning for instituttets første udvikling.
Hans disputats hed Vælgeradfærd i Danmark 1849-1901 og vedrørte politisk vælgeradfærd perioden op til Systemskiftet i 1901. Disputatsen fik opbakning af førende internationale sociologiske forskere på feltet, men den blev som et led i magtkampen på sociologi dengang stærkt kritiseret af de marxistiske studenter og deres lærere, ikke mindst af marxisten og fredsforskeren Anders Boserup, der i øvrigt var magister i fysik.
Erik Høgh var en af grundlæggerne i 1960'erne af sociologien i Danmark som et selvstændigt universitetsstudium (sammen med den norske professor Kaare Svalastoga og kriminologen lektor Preben Wolf samt demografen professor P.C. Matthiessen).
Erik Høgh blev et sociologisk 'ikon' og derfor stærkt angrebet af nogle af de marxistisk orienterede studenter på faget under studenteroprøret i slutningen af 1960'erne og i 1970'erne. Det var fordi han var modstander af, at sociologi skulle være marxistisk baseret.
Faget blev nedlagt i 1984 og de daværende hovedsageligt marxistiske ansatte forskere og lærere blev afskediget. Faget er siden genetableret med ansættelse af nye forskere og lærere ansat af et til formålet internationalt sammensat bedømmelsesudvalg.
Erik Høgh var tilhænger af empirisk baseret sociologi og anså derfor studentermarxismen for at være en afsporing af sociologien.
Erik Høgh var også engageret i Fremtidsforskningen, som var blevet lanceret i Danmark af tidligere kirkeminister Arne Sørensen, stifteren af partiet Dansk Samling og minister for Frihedsrådet i samlingsregeringen efter krigen. Erik Høgh varetog Arne Sørensens arkiv efter dennes død.
Erik Høgh drev en overgang desuden et mindre markedsanalysefirma og var her bl.a. en pioner indenfor kommercielle, empiriske medieanalyser i Danmark.
Desuden varetog Erik Høgh den danske del af den internationale longitudinale empiriske undersøgelse, der fulgte en generation af drenge født i Danmark i København i 1954. Undersøgelsen undersøger empiriske data og analyserer den sociale arvs betydning igennem et helt livsforløb. En undersøgelse der i dag varetages af professor Bjørn Holstein, Syddansk Universitet, afdeling i København.

## Fodnoter
1. ↑  Høgh var dog ikke den første sociolog med doktorgrad, da Joseph Davidsohn i 1923 blev dr.phil. i et sociologisk emne.[1]